# 菊池武澄
菊池 武澄（きくち たけずみ、生年不詳 - 正平11年/延文元年6月29日（1356年7月27日））は、鎌倉時代末期から南北朝時代にかけての武将。菊池氏第12代当主・菊池武時の子。子に菊池武安。詫磨（詫間）氏の祖で、菊池氏第25代当主となる菊池武包は来孫にあたる。

## 生涯
建武の新政のとき、父の戦功により後醍醐天皇より肥前守に任じられた。1348年、兄弟の武光と共に後醍醐天皇の皇子・懐良親王を肥前に迎え、以後は親王を擁して武光や阿蘇惟澄と共に九州各地の北朝勢力と戦い、これを破った。1351年には筑後溝口城、1353年には一色氏、1355年には大友氏泰と一色範氏相手と南朝勢力拡大のための戦いに明け暮れた。しかし翌年6月初旬に病に倒れ、平癒を祈って寺院を建立しようとしたが、その甲斐なく6月29日に死去した。死後、武澄の妻によって紫陽山廣福寺が完成した。
大正13年（1924年）2月11日、従三位を贈られた。